# Montana Austria
Montana Flugdienst GmbH (im Außenauftritt Montana Austria) war eine österreichische Fluggesellschaft mit Sitz in Wien, die von 1976 bis 1981 existierte.

## Geschichte
Die Gesellschaft wurde von Flugkapitän Hans-Jörg Stöckl im Oktober 1976 gegründet, gegen heftigen Widerstand seitens des damaligen Monopolisten Austrian Airlines. Der Flugbetrieb wurde am 7. November 1976 mit einer Boeing 707 zwischen Wien und Bangkok aufgenommen. Die spätere Flotte umfasste drei Boeing 707, darunter zwei Exemplare des Typs 707-138B, eine ursprünglich für Qantas angefertigte Sonderversion mit verkürztem Rumpf und längerer Reichweite. Montana flog hauptsächlich Touristenziele in Übersee an, vor allem Bangkok (via Bagdad/Sharjah) und New York. Daneben war Montana auch im Frachtgeschäft tätig und flog vor allem in der Nebensaison für andere Fluggesellschaften im ACMI.
Gegen Ende der 1970er Jahre geriet die Gesellschaft zunehmend in wirtschaftliche Schwierigkeiten. Am 13. Mai 1981 wurde in Houston eine Maschine der Montana vom US-Zoll beschlagnahmt und die Crew verhaftet. Dadurch wurde ein geplanter Waffenschmuggel nach Südafrika, entgegen dem internationalen Embargo gegen das Apartheid-Regime, verhindert. Am 24. Juli 1981 meldete Montana schließlich den Konkurs an, nachdem der Finanzier Carl Press die gestundeten Leasingraten für die Flugzeuge fällig gestellt hatte.

## Flotte
Bei Betriebseinstellung hatte Montana Austria drei Flugzeuge in Betrieb:
- 2 Boeing 707-138B, Kennzeichen OE-INA, OE-IRA (ex Braniff International Airways)
- 1 Boeing 707-396C OE-IDA (ex Wardair Canada)